# Kirill Ikonnikov
Kirill Gennadiyevich Ikonnikov (em russo:  Кирилл Геннадиевич Иконников; Leningrado, 5 de março de 1984) é um lançador de martelo russo. Sua melhor marca pessoal é 79,20 metros, conseguidos em junho de 2008 em Zhukovskiy.
Ele também participou dos Jogos Olímpicos de 2008, em Pequim, e nos Jogos Olímpicos de 2012, em Londres.